# Ric Reitz
Kenric Lowell 'Ric' Reitz (Rochester (New York), 8 september 1955) is een Amerikaans acteur, filmproducent en scenarioschrijver.

## Biografie
Reitz doorliep de high school aan de Rush-Henrietta High School in Monroe County (New York) waar hij in 1973 zijn diploma haalde. Hierna studeerde hij in 1977 met cum laude af in radio/televisie/film aan de Bowling Green State University in Bowling Green (Ohio). Op elfjarige leeftijd begon hij al met acteren met kleine rollen in lokale theaters, in 1977 kreeg hij zijn eerste professionele rol in het theater in New York.
Reitz begon in 1988 met acteren voor televisie in de film Case Closed, waarna hij nog meerdere rollen speelde in films en televisieseries.
Reitz is in 1981 getrouwd en heeft twee kinderen.

## Filmografie

### Films
Selectie:
- 2018 Come Sunday - als Richard Roberts
- 2016 The Founder - als Will Davis
- 2014 The Loft - als Joel Kotkin
- 2013 Solace - als Peter
- 2013 Safe Haven - als politiechef Mulligan
- 2012 So Undercover - als staats senator
- 2012 Flight - als advocaat van Carr
- 2009 The Joneses - als Bob Jones
- 2004 Stuck in the Suburbs - als David Aarons
- 2000 Remember the Titans - als verslaggever
- 2000 28 Days - als pastoor bij benzinestation
- 1995 Now and Then - als mr. Albertson
- 1992 Love Potion No. 9 - als Dave

### Televisieseries
Uitgezonderd eenmalige gastrollen.
- 2020-2024 Black Mafia Family - als majoor Garr - 4 afl.
- 2021-2023 The Wonder Years - als mr. Davidson - 4 afl.
- 2023 Will Trent - als Armstrong - 2 afl.
- 2017-2018 Superstition - als burgemeester Bickley - 4 afl.
- 2016 TURN - als eerwaarde Worthington - 3 afl.
- 2015 Finding Carter - als Martin Delong - 2 afl.
- 2010-2014 Drop Dead Diva - als Rob Waldron - 4 afl.
- 2012 Revolution - als kolonel John Faber - 2 afl.
- 2012 Coma - als dr. Oswald Taylor - 2 afl.
- 2009-2010 My Parents, My Sister & Me - als Joel Goldman - 7 afl.
- 2005-2006 Surface - als Ron Barnett - 11 afl.
- 1998 Dawson's Creek - als Bob Collinsworth - 2 afl.
- 1997 Savannah - als Stewart Hoffman - 2 afl.
- 1993 In the Heat of the Night - als Chris Pastore - 2 afl.
- 1992 I'll Fly Away - als Clifford McFreeley - 2 afl.

### Filmproducent
- 2001 The Journey of Sir Douglas Fir - film
- 1992 Lucky Ed's Tabloid News - film

### Scenarioschrijver
- 2001 The Journey of Sir Douglas Fir - film
- 1996 The Reppies - televisieserie - 5 afl.
- 1995 Reality Check - televisieserie - 14 afl.
- 1992 Lucky Ed's Tabloid News - film